# Superbon Banchamek
Superbon Banchamek właśc. Muensang Suppachai (ur. 16 grudnia 1990 w Phatthalung) – tajski zawodnik boksu tajskiego i kick-boxer, jako zawodowiec m.in. mistrz świata IPCC w wadze średniej (2019), zwycięzca turnieju Kunlun Fight World Max Tournament (2016) i mistrz Tajlandii (2010), w amatorskiej formule dwukrotny mistrz świata IFMA (2016, 2017), zwycięzca World Games 2017 oraz Pucharu Świata (2015) w boksie tajskim.
Trenuje w klubie Banchamek Gym razem z wielokrotnym mistrzem świata Buakawem Banchamekiem.

## Kariera sportowa
Urodził się w prowincji Phatthalung. Pochodzi z rolniczej rodziny gdzie uprawiano głównie ryż i owoce. Ojciec Muensanga uwielbiał muay thai i po czasie otworzył własny klub, w którym Muensang zaczął trenować. Początek kariery zawodniczej jednak nie był udany gdyż pierwsze pięć pojedynków Suppachai przegrał. Do 2010 nie osiągał większych sukcesów, rywalizował głównie na lokalnych galach i turniejach na stadionie Lumpini. Pokonywał w tym czasie m.in. Kaewa Fairtex czy Singdama Kiatmookao oraz przegrywał m.in. z Saenchaiem. 7 września 2010 zdobył swój pierwszy tytuł, zostając mistrzem Tajlandii wagi lekkiej po pokonaniu Pansaka Look Bor.Kor. Tytuł obronił niecały miesiąc później 7 października w pojedynku rewanżowym z Singdamem.
1 lipca 2011 doszedł do finału turnieju Toyota Vigo Marathon, przegrywając w nim z Sirimongkolem Sitanuparb na punkty. W latach 2011–2012 rywalizował głównie na stadionie Omnoi w ramach turnieju Isuzu Cup 22 gdzie w finale 24 marca 2012 uległ na punkty Singmanee Kaewsamrit. W 2012 rozpoczął międzynarodowe starty tocząc kilka zwycięskich pojedynków w Australii. 5 kwietnia 2013 zdobył kolejny tytuł, tym razem Muay Thai Warriors wagi lekko średniej po znokautowaniu ciosem łokciem Australijczyka Vitora Nagbe. Niedługo po tym zwycięstwie 16 maja zdobył pas brytyjskiej organizacji M-ONE w kategorii średniej, pokonując jednogłośnie na punkty Brytyjczyka Craiga Jose.15 sierpnia 2014 pokonał przez KO Amadeu Cristiano i został międzynarodowym mistrzem (international challenge) WBC Muay Thai w wadze półśredniej.
W 2015 związał się z chińską organizacją Kunlun Fight startując w turnieju Kunlun Fight World Max (do 70 kg). 15 maja 2015 wygrał kwalifikacje podczas których, jednego wieczoru pokonał dwóch zawodników, Polaka Łukasza Pławeckiego i Chińczyka Denga Li. Po przebrnięciu 1/16 i ćwierćfinału turnieju gdzie pokonywał zawodników gospodarzy, w półfinale 23 stycznia 2016 przegrał przed czasem z rodakiem Sitthichaiem Sitsongpeenong.
Mimo porażki, już dwa miesiące później 25 marca wziął udział w kwalifikacjach do kolejnego World Max. Tym razem Superbon był już niepokonany i wygrał cały turniej toczony na przestrzeni dziewięciu miesięcy. W drodze na szczyt pokonał m.in. w ćwierćfinale w rewanżu Sitthichaia, w półfinale Cedrica Manhoefa - obu na punkty, a w finale który miał miejsce 1 stycznia 2017 Jomthonga Chuwattana przez nokaut w trzeciej rundzie.
W 2017 po raz trzeci wziął udział w turnieju Kunlun Fight. Tak jak w poprzednim roku, przebrnął wszystkie etapy turnieju gdzie pokonywał m.in. Dawita Kirię dochodząc do finału w którym jednak ostatecznie przegrał przed czasem z Ormianinem Maratem Grigorianem już w 29 sekundzie pojedynku. Wcześniej, bo 8 grudnia 2017 przegrał w finale innego turnieju, organizowanego przez Enfusion z Holendrem Endym Semeleerem na punkty.
1 czerwca 2018 w Makau wypunktował Białorusina Dzianisa Zujeua. 
7 grudnia 2018 wygrał turniej Enfusion w kat. do 72,5 kg, pokonując w finale Marokańczyka Marouana Toutouha.
30 marca 2019 pokonał na punkty Hiszpana Maykela Garcię w walce o tytuł mistrza świata IPCC w wadze średniej.

## Osiągnięcia
- Zawodowe[10]
  - 2010: mistrz Tajlandii w wadze lekkiej
  - 2011: Toyota Vigo Marathon Tournament – finalista turnieju
  - 2012: Isuzu Cup – finalista turnieju
  - 2013: mistrz Muay Thai Warrios w wadze lekko średniej
  - 2013: mistrz M-ONE w wadze średniej
  - 2014: międzynarodowy mistrz WBC Muay Thai w wadze półśredniej[5][4]
  - 2017: zwycięzca Kunlun Fight World Max 2016 w kat. do 70 kg
  - 2017: Enfusion Live 72kg Tournament – finalista turnieju w kat. do 72 kg
  - 2018: Kunlun Fight World Max 2017 – finalista turnieju w kat. do 70 kg
  - 2018: Enfusion Live 72,5kg Tournament – 1. miejsce w kat. do 72,5 kg
  - 2019: mistrz świata IPCC w wadze średniej w formule orientalnej
- Amatorskie[10]
  - 2015: IFMA Royal World Cup – 1. miejsce w kat. do 71 kg
  - 2016: Mistrzostwa Świata IFMA w Boksie tajskim – 1. miejsce w kat. do 71 kg
  - 2017: Mistrzostwa Świata IFMA w Boksie tajskim – 1. miejsce w kat. do 71 kg
  - 2017: World Games 2017 – 1. miejsce w kat. do 71 kg w boksie tajskim